# 日本電力
日本電力株式会社（にっぽんでんりょく、英文社名：Nippon Electric Power Company, Limited.）は、太平洋戦争前に存在した日本の電力会社。日本発送電が設立されるまでの五大電力会社（東京電燈、東邦電力、大同電力、宇治川電気、日本電力）の一つだった。略称は「日電」（にちでん）。本社は大阪府大阪市北区。
なお、同じ「日電」を略称としたことのある日本電気 (NEC) とは関係がない。

## 沿革
第一次世界大戦による好景気によって、全国ことに関西地方では工業化都市化による電力需要が旺盛となり、それに対して供給が逼迫する状況が迫っていた。これを打開するために宇治川電気の林安繁とその親会社大阪商船の社長である山岡順太郎は、開発の進んでいない北陸地方の河川に水力発電所を設置し高圧電線によって関東・中部・関西方面の大規模需要家へ電力を供給することを計画。1919年12月15日に会社を設立し、手始めに黒部川流域の開発に着手した。

### 電力戦の主役として
しかし日電設立直後から景気後退に入ったことから電力需要も伸び悩み、今度は供給過剰の状態が発生した。日電は未開発の水系を集中して開発し高圧送電を行うことで価格競争力を高め、特に大都市で既存の電力会社に対し競争を挑む電力戦の仕掛け役となった。
1923年には庄川水系で発電した電力を中部地方へ供給、松永安左エ門率いる東邦電力と激しいシェア争いを演じた。この競争は、翌1924年に東邦が日電から電気の供給を受けることで決着する。また1928年1月には小田原電気鉄道を合併し同社の電燈部門を手に入れると共に（同年8月には電力事業以外を箱根登山鉄道として再分離。現在の小田急箱根）、信州地方から電力を供給して東京電燈と激しい競争を演じた。
その日電でさえも、関西地方では逆に進出を阻まれてしまう格好になった。本来なら親会社である宇治電と提携するはずが、大同電力が既に宇治電に対し電力供給を実施しているため、日電としては独自に電力網を整備し需要家開拓に努めなければならなかった。このため宇治電と親会社・子会社同士で激しい競争を引き起こす結果となった。

### 国家統制から解体へ
国の電力国家管理政策によって、1939年から1942年にかけて全施設を日本発送電と関西配電など9配電会社に現物出資させられ、電力会社としての命脈を絶たれた。会社自体は社名を「日電興業」に改め、持株会社となったが、傘下に残った事業は日本無線・大阪ビルヂング（現・ダイビル）など一部を除いて振るわず、戦後の財閥解体政策によって1947年に解散した。

## その他
- 黒部峡谷鉄道は黒部川流域の発電所建設のために日電が建設したもの。同じく、黒部川沿いに開削した登山道が（旧）日電歩道である。